# Gedempte Turfhaven
De Gedempte Turfhaven is een straat in de binnenstad van de Noord-Hollandse stad Hoorn. De straatnaam verwijst naar de voormalige gracht met de naam Turfhaven, een restant van die gracht ligt nog altijd in het verlengde van de straat. Het gedempte gedeelte ontstond als zodanig in 1878. Tot die tijd behoorde ook de straat Onder de Boompjes bij de Turfhaven. Onder de Boompjes ligt aan het restant van de gracht met de naam Turfhaven.

## Geschiedenis
De huidige Gedempte Turfhaven ontstond in 1508 als vestinggracht van de stad Hoorn. De gracht liep van de Smerige Horn (nu het Breed) tot aan de Vollerswaal. Na de demping van de gracht, tussen 1878 en 1884, ontstond de naam Gedempte Turfhaven. Tot 1878 droeg de gracht de naam Nieuwe Turfhaven. De eerste turfhaven kreeg de naam Appelhaven, nu het stuk Gedempte Appelhaven.
Tot de demping van de gracht hadden de delen tussen de dwarsstraten eigen namen. Het gedeelte tussen Nieuwe Noord en Ramen had de naam Wortelvesten en het stuk tussen de Ramen en het Gouw had de naam Hoge Bergen. De naam Hoge Bergen verwees naar de hoge stapels turf. Het laatste stukje, tussen het Gouw en de Achterstraat, werd Martelaarsgrachtje genoemd.

## Verloop
De Gedempte Turfhaven is een voormalige vestinggracht en volgt daarom niet de rest van het stratenpatroon. De straat loopt daarom niet gelijk aan andere straten, met uitzondering van de Noorderstraat, die de Draafsingel, de huidige vestinggracht, volgt. De Gedempte Turfhaven begint bij de kruising met de Veemarkt, Breed en Nieuwe Noord, loopt dan met een flauwe, brede, bocht langs het Dal in de richting van de Ramen, om daarna naar de Achterstraat en Korte Achterstraat te gaan. In het verlengde van dit kruispunt licht de Onder de Boompjes en de resten van de Turfhaven.

## Monumenten
Aan de straat bevinden zich geen rijksmonumenten, wel een aantal gemeentelijke monumenten en een tiental beeldbepalende panden. Indirect bevindt zich wel het rijksmonumentale Sint-Pietershof aan de straat, deze staat officieel aan het Dal, wat een breed stuk is van de Gedempte Turfhaven.

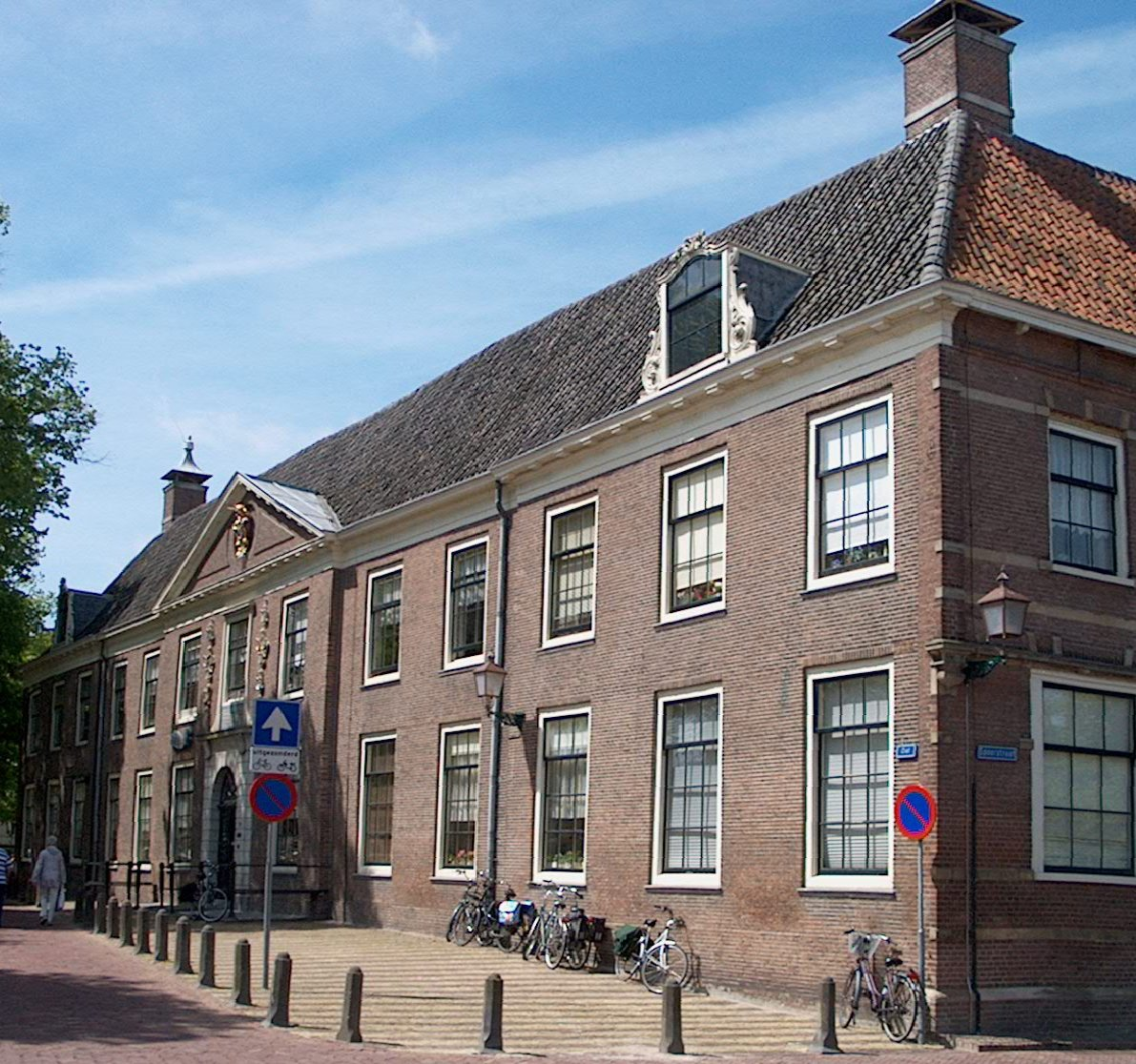
Het Sint-Pietershof aan het Dal
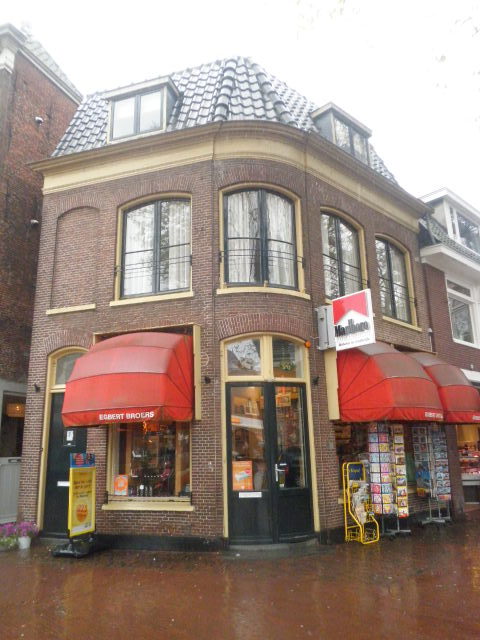
Hoekpand met als adres Ramen 37
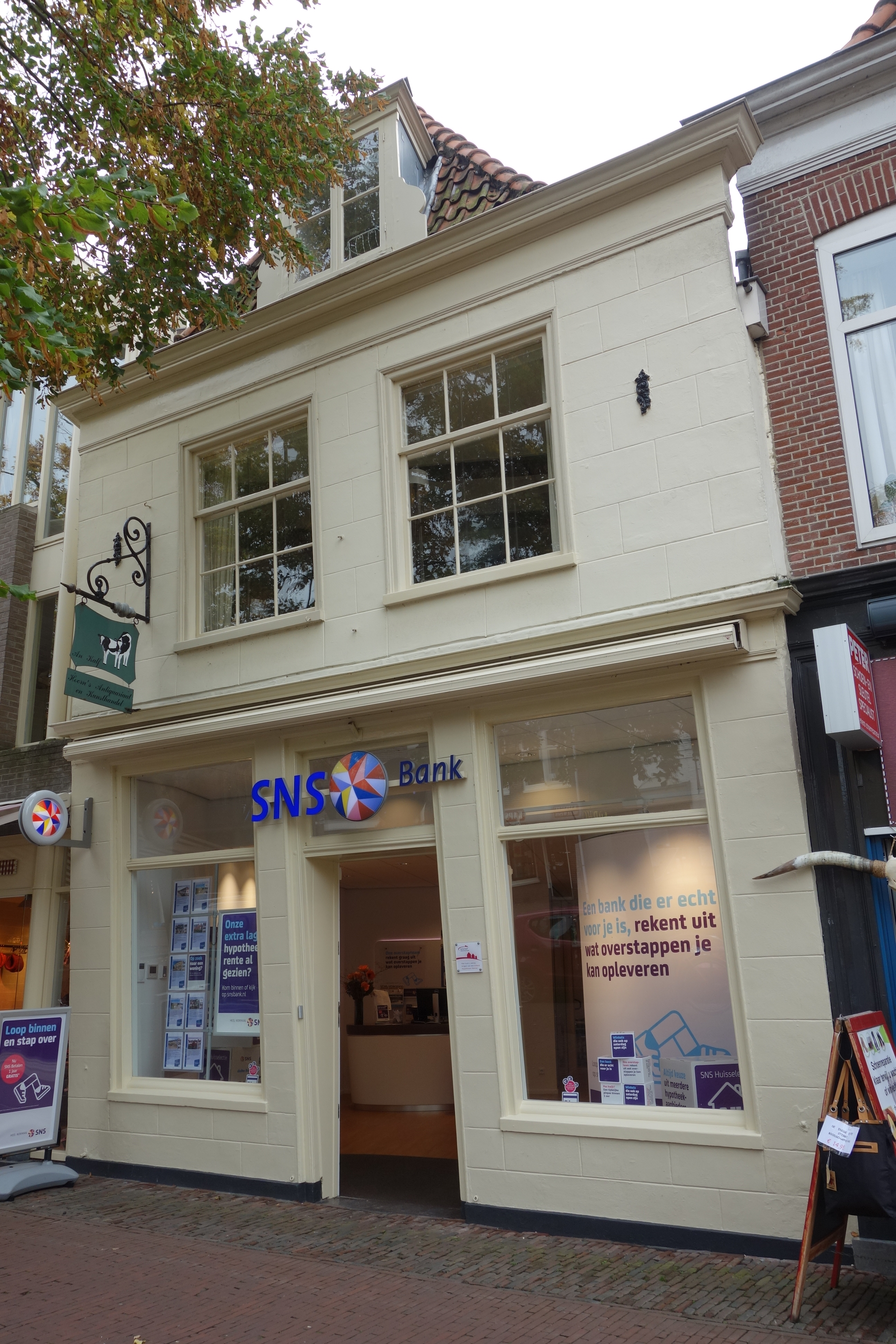
Gedempte Turfhaven 50
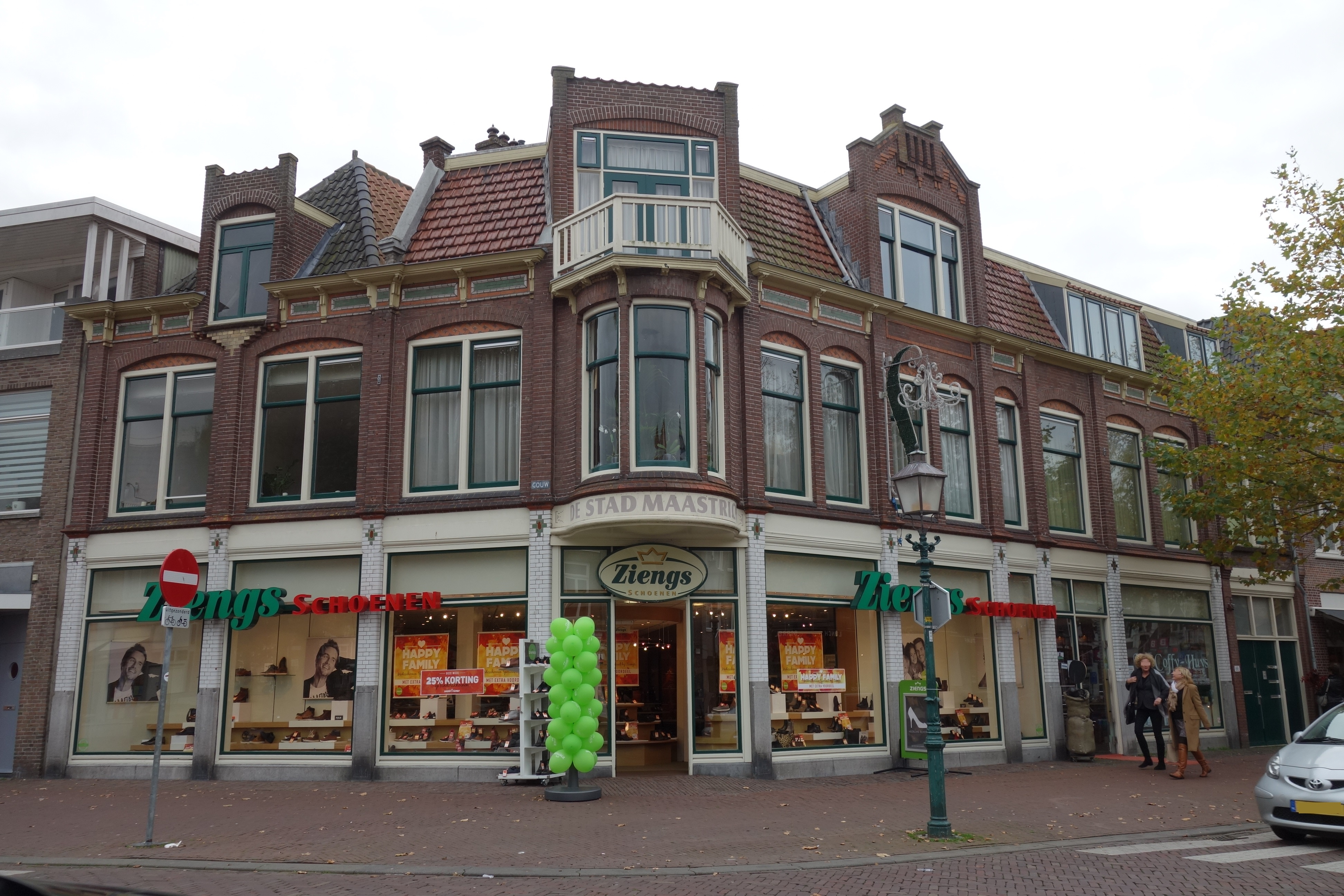
De Stad Maastricht: Gouw 33, Gedempte Turfhaven 66 en 68

### Stolpersteine
Ter hoogte van nummer 7 is een stolpersteine geplaatst, ter herinnering aan de gedeporteerde en omgebrachte Frisia Nora Benima

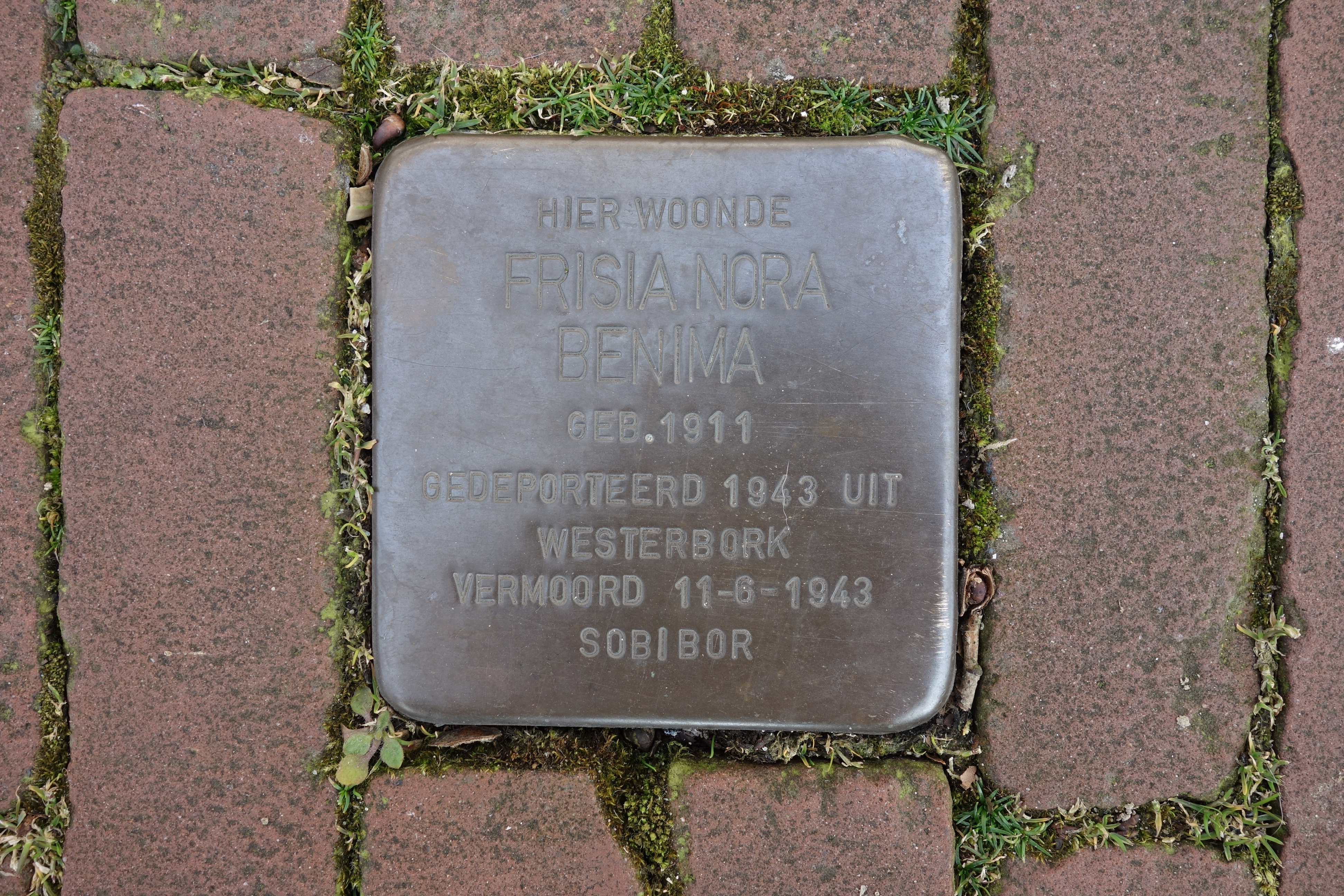
Stolpersteine voor Frisia Nora Benima (1911-1943)

Straten: ABC
· Achter de Vest
· Achter op 't Zand
· Achterom
· Achterstraat
· Appelhaven
· Baanstraat
· Bierkade
· Binnenluiendijk
· Breed
· Breestraat
· Buurtje
· Dal
· Draafsingel
· Dubbele Buurt
· G.J. Henninkstraat
· Gasfabriekstraat
· Gedempte Appelhaven
· Gedempte Turfhaven
· Gerritsland
· Gouw
· Grashaven
· Gravenstraat
· Grote Noord
· Grote Oost
· Hoge Vest
· Jeudje
· Italiaanse Zeedijk
· Keern (gedeeltelijk)
· Kerkstraat
· Kleine Noord
· Kleine Oost
· Koepoortsweg (gedeeltelijk)
· Korenmarkt
· Korte Achterstraat
· Kruisstraat
· Kuil
· Lange Kerkstraat
· Lindestraat
· Munnickenveld
· Muntstraat
· Nieuwe Noord
· Nieuwendam
· Nieuwland
· Nieuwstraat
· Noorderstraat
· Onder de Boompjes
· Oude Doelenkade
· Pakhuisstraat
· Peperstraat
· Ramen
· Scharloo
· Schuijteskade
· Slapershaven
· Spoorstraat
· Trommelstraat
· Turfhaven
· Veemarkt
· Veermanskade
· Venidse
· Vijzelstraat
· Vismarkt
· Visserseiland
· Vollerswaal
· West
· Westerdijk
· Wisselstraat
· Zon

Pleinen: De Driestal
· Kazerneplein
· Kerkplein
· Koepoortsplein
· Noorderveemarkt
· Roode Steen
· Vale Hen

Stegen: 't Glop
· Appelsteeg
· Arminiaanse Glop
· Bagijnensteeg
· Bottelsteeg
· Bottersteeg
· Broeksteeg
· Brouwerijsteeg
· Clara's Klooster
· De Zak
· Duinsteeg
· Foreestensteeg
· Geldersesteeg
· Gortsteeg
· Hanekamsteeg
· Hemelsteeg
· Hoogesteeg
· Jan Haringsteeg
· Jan van Necksteeg
· Jeroenensteeg
· Kleine Havensteeg
· Kloppoort
· Knipboogsteeg
· Mallegomsteeg
· Melknapsteeg
· Molsteeg
· Mosterdsteeg
· Nieuwsteeg
· Oosterkerksteeg
· Paardensteeg
· Paradijssteeg
· Pieterseliesteeg
· Pompsteeg
· Proostensteeg
· Schellinkhoutersteeg
· Schoolsteeg
· Schotland
· Sliep Schaar en Messteeg
· Slijksteeg
· Smelterssteeg
· Tempelsteeg
· Turfsteeg
· Watertje
· Wester St. Jansteeg
· Wijdebrugsteeg
· Wijdesteeg
· Zevenhoeksesteeg
· Zoutkeetsteeg